# Hdaj
Hdaj (tiếng Ả Rập: هداج) là một ngôi làng Syria nằm ở phó huyện Uqayribat thuộc huyện Salamiyah, Hama. Theo Cục Thống kê Trung ương Syria (CBS), Hdaj có dân số là 418 trong cuộc điều tra dân số năm 2004.. Hdaj bị Quân đội Syria bắt giữ vào ngày 31 tháng 8 năm 2017..